# Mukayras (huyện)
Huyện Mukayras là một huyện thuộc tỉnh Al Bayda', Yemen. Đến thời điểm năm 2003, huyện này có dân số 41515 người